# NGC 903
NGC 903 je galaksija u zviježđu Ovan.

## Vanjske poveznice
- SEDS: NGC 903